# J・ホリデイ
J・ホリデイ（英: J. Holiday, 1984年11月29日 - ）は、アメリカ合衆国のR&Bシンガーである。本名はナハム・グライムスで、ワシントンD.C.出身。

## 来歴
2006年にデビュー。
翌2007年、ラッパー・ミムズのヒット作「M.I.M.S.」への参加で知名度を獲得し、同年にリリースしたシングル「Bed（英語版）」が全米で最高5位を記録した。この曲を収めたデビューアルバム『Back of My Lac'（英語版）』は10月2日にリリースされ、全米 Billboard 200 にて初登場5位を記録。トータルセールスは65万枚を突破し、ゴールドディスクに認定されている。
2009年3月10日には2ndアルバム『Round 2（英語版）』もリリースされ、全米 Billboard 200 にて初登場4位を記録した。

## ディスコグラフィ

### アルバム
- Back of My Lac' (2007)
- Round 2 (2009)